# Мурав'янка-куцохвіст велика
Мурав'янка-куцохвіст велика (Willisornis poecilinotus) — вид горобцеподібних птахів родини сорокушових (Thamnophilidae). Мешкає в Амазонії і на Гвіанському нагір'ї.

## Підвиди
Виділяють п'ять підвидів:
- W. p. poecilinotus (Cabanis, 1847) — центральна і південно-східна Венесуела (Болівар, північний Амасонас), Гвіана і північно-східна Бразильська Амазонія (на схід від Ріу-Негру);
- W. p. duidae (Chapman, 1923) — східна Колумбія, південно-західна Венесуела (південний Амасонас) і північно-західна Бразилія;
- W. p. lepidonota (Sclater, PL & Salvin, 1880) — південно-східна Колумбія, схід Еквадору і північний схід Перу;
- W. p. griseiventris (Pelzeln, 1868) — схід і південний схід Перу, південно-західна Бразильська Амазонія і північна Болівія;
- W. p. gutturalis (Todd, 1927) — північний схід Перу (на південь від Амазонки, на схід від Укаялі) і захід Бразильської Амазонії (на схід до нижньої течії Журуа).

Бразильська мурав'янка-куцохвіст раніше вважався конспецифічною з великою мурав'янкою-куцохвостом, однак була визнана окремим видом.

## Поширення і екологія
Великі мурав'янки-куцохвости мешкають в Колумбії, Еквадорі, Перу, Болівії, Бразилії, Венесуелі, Гаяні, Суринамі і Французькій Гвіані. Вони живуть в підліску вологих рівнинних і заболочених тропічних лісів. Зустрічаються на висоті до 1200 м над рівнем моря. Живляться комахами та іншими безхребетними.